# ニナ・クラリッチ
ニナ・クラリッチ（クロアチア語: Nina Kraljić、クロアチア語発音: [ˌnîna ˈkrǎːʎit͜ɕ]、1992年4月4日 - ）は、クロアチアの歌手である。2015年1月に音楽オーディション番組「ザ・ヴォイス・オブ・クロアチア」の1期で優勝、2016年にはユーロビジョン・ソング・コンテスト2016のクロアチア代表に選ばれる。

## 来歴

### 初期
1992年4月4日、クロアチアのリポヴリャニに生まれる。2009年にオーディション番組「ゴット・タレント」のクロアチア版に出場したのが初のメディアへの露出であった。彼女は、バイセクシュアルであると公にしている。

### 2015-2016:ザ・ヴォイス優勝とユーロビジョン出場
第1期の「ザ・ヴォイス・オブ・クロアチア」に出場した。最初のオーディションで「Beneath Your Beautiful」やヤドランカ・ストヤコヴィッチの「Što te nema」を歌って決勝まで勝ち進む。決勝ではマケドニアの民謡「Zajdi, zajdi, jasno sonce」を歌い、およそ100万票を獲得して優勝を果たした。その後2015年7月にデビュー・シングル「Zaljuljali smo svijet」が発表された。
2016年2月24日、クロアチア国営放送は、ニナ・クラリッチをユーロビジョン・ソング・コンテスト2016のクロアチア代表に選出したと発表した。2016年5月にスウェーデン・ストックホルムで開催される同大会で、代表曲「Lighthouse」を歌う。